# Wilhelm Beyer (Sänger, 1865)
Wilhelm Beyer (3. Oktober 1865 in Karlsruhe – 26. Oktober 1904 ebenda) war ein deutscher Opernsänger (Bariton) und Theaterschauspieler.

## Leben
Seine Ausbildung übernahmen August Harlacher und Rudolf Lange. Beyer war seit 1. September 1884 im Verband der Hofbühne in Karlsruhe, wo er sowohl in der Oper wie beim Schauspiel Verwendung fand. Anfang 1904 beendete er seine Bühnenkarriere aus gesundheitlichen Gründen.
Von seinem Opernrepertoire seien folgende Partien genannt: „Papageno“, „Heerufer“, „Zuniga“, „Robert“ in Robert und Bertram, „Ottokar“ in Freischütz, „Hortensia“ in Widerspenstige etc. Beyer hatte im Laufe seiner Bühnentätigkeit manch erfolgreiche Leistung aufzuweisen.